# Důl Jeremenko
Důl Jeremenko byl černouhelným dolem ve Vítkovicích založený nájemní společností Vítkovické kamenouhelné doly (VKD). Po ukončení těžby uhlí je zachován areál dolu s větrní jámou a Jeremenko 3 vybavenou čerpadly důlní vody a vtažnou jámou Jeremenko 1. Od roku 1997 důl zabezpečuje čerpání důlní vody. Důl Jeremenko je kulturní památka České republiky.

## Historie
Důl Maršál Jeremenko byl založen nájemní společností Vítkovické kamenouhelné doly v jižní části Vítkovic jihozápadně od dnešní křižovatky ulic Místecká a Rudná v roce 1891 jako Nová jáma (Neuschacht). V roce 1895 po skončení nájmu a začlenění do společnosti Vítkovického horního a hutního těžířstva (VHHT), byl změněn název dolu na Louis (Louisschacht) podle křestního jména hlavního vlastníka VHHT Louise Rothschilda (1882–1955) 1. ledna 1942 byl název změněn na Důl Steinböck (Zeche Steinböck) a začleněn do nacistického koncernu Hermann Göring Werke, nadále byl ve vlastnictví VHHT. Po skončení druhé světové války se vrátil k původnímu názvu Louis. 1. ledna 1946 znárodněný důl byl začleněn do národního podniku Ostravsko-karvinské doly, Ostrava jako důlní závod. Dne 8. prosince 1946 obdržel název Důl Generál Jeremenko a tento název byl upraven v 30. dubna 1970 na Důl Maršál Jeremenko. Od 1. ledna 1958 byl organizačně spojen s Dolem Hlubina jako závod č. 2 pod společným názvem Důl Hlubina. V roce 1979 byla k důlnímu poli Jeremenko připojena spodní část dobývacího prostoru Dolu Alexander. 1. července 1987 byl Důl Hlubina (včetně dolu Maršál Jeremenko) organizačně začleněn do podniku Důl Ostrava s.p.

## Výstavba dolu
Na základě znalostí při těžbě uhelných slojí na jámách Antonín, Šalomoun, Karolína a Hlubina bylo prokázáno, že vývoj slojí pokračuje z Moravské Ostravy dále k jihu směrem k Vítkovicím. Výstavba areálu byla ovlivněna blízkosti tzv. Nových Vítkovic – objekty jsou také stavěny z režného zdiva. Prostorově jsou jednotlivé budovy koncipovány kolem ústředního nádvoří s jámovou budovou a vzpěrovou těžní věží uprostřed. V roce 1891 byla jako první založena jáma větrní, její hloubení bylo zakončeno v roce 1896 po dosažení hloubky 312,5 m. Jako druhá byla v roce 1892 založena jáma těžní, její hloubení bylo zakončeno v roce 1896 v hloubce 386 m. Na prokázané nálezy uhlí při hloubení jam byly propůjčeny první důlní míry 30. června 1895. Od 1. ledna 1914 do 28. června 1919 byla prohlubována těžní jáma do hloubky 699,6 m. V roce 1920 a 1929 probíhala rekonstrukce dolu Louis. Jámy byly prohloubeny do konečné hloubky – těžní jáma do 819 m, větrní jáma č. 2 do 590,4 m včetně jámových tůní. V roce 1943 bylo zahájeno hloubení třetí jámy kruhového průměru. Do června 1944 bylo dosaženo hloubky 133 m. Konečné hloubky 1062 m bylo dosaženo v roce 1966. Nad jámou byla postavena těžní věž tzv. kladivového typu se strojovnou v hlavě věže.

### Současný stav
V rámci útlumu těžby uhlí byla na Dole Maršál Jeremenko těžba ukončena 1. ledna 1993. V roce 1996 zasypána výdušná jáma č. 2. Od 1. ledna 2002 přebírá útlumovou část OKR státní podnik DIAMO jeho odštěpný závod Odra, který sídlí v objektech dolu Jeremenko. Středisko Důl o. z. Odra spravuje důlní část areálu – čerpání důlních vod z ostravské dílčí pánve (ODP) a dálkově z petřvaldské dílčí pánve (PDP) na jámě Žofii v Orlové.
Důl Jeremenko byl zapsán do státního seznamu kulturních památek před rokem 1988. V roce 1993 byla zrušena památková ochrana konírny a v roce 2001 byla prohlášená kulturní památkou nová (kladivová) těžní věž se jámovou budovou. Kulturními památkami jsou kovárna, sdružená vzpěrová těžní věž a nová těžní věž s jámovou budovou.

### Strojní a technické zřízení

#### Strojovna

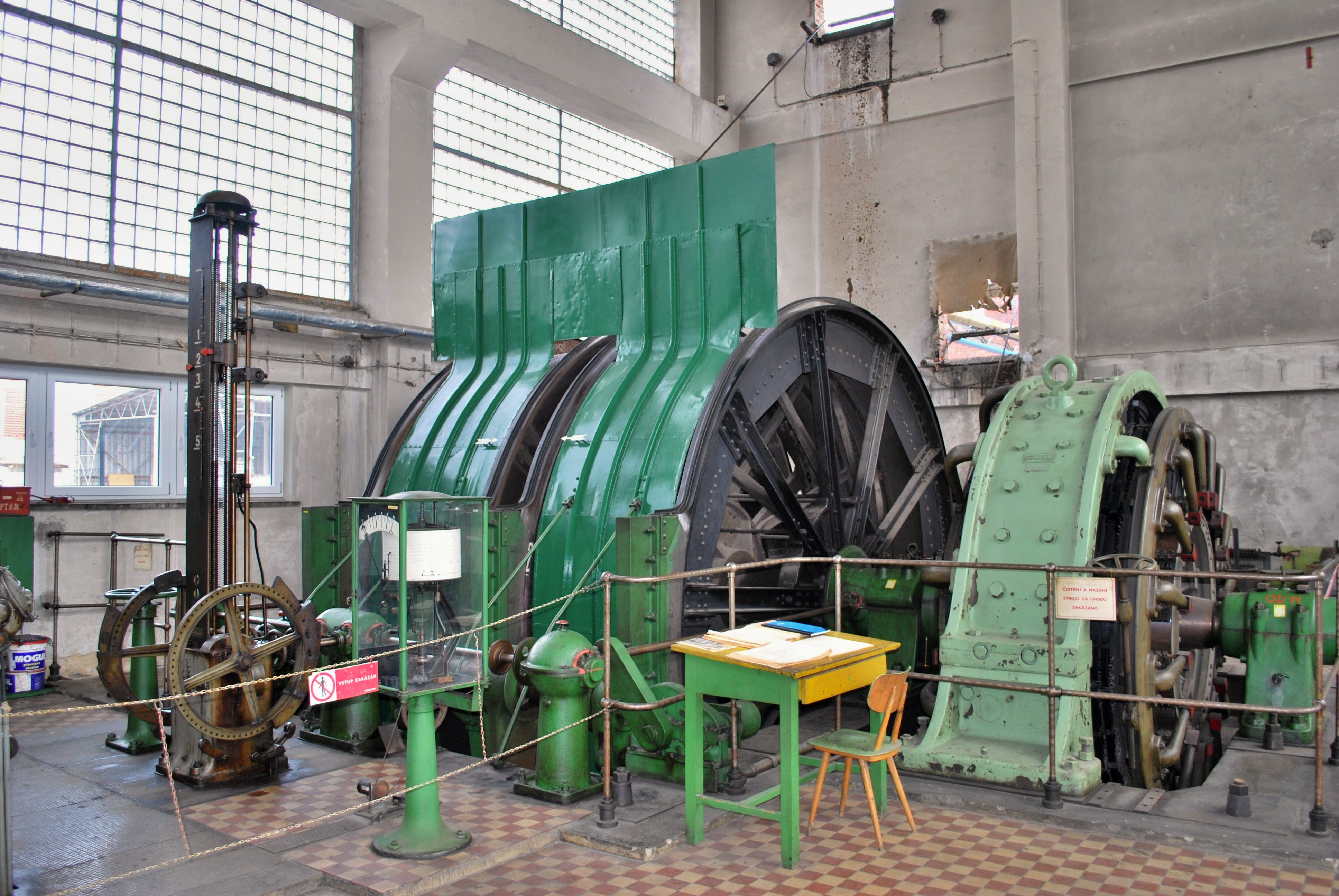
Těžní stroj dovezený z jámy Jindřich v Moravské Ostravě (po ukončení provozu) na Jámu Louis v Ostravě Vítkovice.

Těžbu uhlí zajišťoval parní vrátek, který byl v roce 1897 nahrazen parním těžním strojem o výkonu 500 HP. V roce 1911 byl instalován dvouválcový (dvojčitý) parní těžní stroj s válci o průměru 900 mm a délce 1800 mm, vyrobený Pražskou strojírenskou akciovou společností, Hradec Králové. Těžní bubny měly průměr 6000 mm, šířku 1200 mm, lano o průměru 39 mm. Klec byla dvouetážová pro dva vozíky za sebou nebo pro 14 osob. Rychlost jízdy s mužstvem byla 6 m/s, těžba 12,14 m/s. Věž byla vysoká 28 m od ohlubně po střed os lanovnic, lanovnice měly průměr 4000 mm. Odpadní pára z parního stroje byla využívána pro pohon parní turbíny.
V roce 1922 byl instalován pomocný parní těžní vrátek vyrobený ve Vítkovických železárnách (VŽ) v roce 1895. Dvouválcový (dvojčitý) parní stroj s ozubeným převodem, těžní bubny měly průměr 1500 mm a šířku 660 mm. Na laně o průměru 25,5 mm byly zavěšeny jednopatrové klece pro jeden vozík, lanovnice měla průměr 1500 mm. Těžní věž byla prozatímně dřevěná o výšce 28 m od ohlubně po střed os lanovnic. Těžní věž na společném základě byla postavena kolmo na stávající těžní věž.
V roce 1925 byl na hlavní jámě instalován nový parní stroj o výkonu 1200 HP. Starý parní těžní stroj byl rekonstruován na elektrický pohon a instalován místo parního těžního vratu v pomocném těžním oddělení. V roce 1929 byla postavena na místo dřevěné konstrukce těžní věže příhradová ocelová těžní věž a byl uveden do provoz těžní stroj.
Nad jámou č. 3 byla postavena tzv. kladivová těžní věž 53 m vysoká s vyhlídkovým ochozem ve výšce 43 m. V roce 1966 byl v nadzemní strojovně instalován elektrický těžní stroj typu Koepe s výkonem 2500 kW vyroben v ČKD. Čtyřlanové skipo-klecové těžní zařízení, které bylo uvedeno do provozu v roce 1967, mělo 4 těžní a 2 vyrovnávací lana a bylo konstruováno pro těžbu do hloubky 1245 m.

#### Kompresory
Výrobu stlačeného vzduchu zabezpečovaly dva turbokompresory, které využívaly i odpadní páru z parních strojů těžního zařízení. Turbokompresor (dvě turbíny) z roku 1913 vyrobený Škodovými závody v Plzni měl výkon 2000 m³/h, přímý pohon parní turbínou o výkonu 1000 HP. Druhý turbokompresor z roku 1922 vyrobený firmou Breidfeld & Daněk, Praha, měl výkon 10 600 m³/h, přímý pohon parní turbínou o výkonu 1700 HP.

#### Kotelna
Kotelna měla rozlohu 794 m², byly v ní umístěny 4 kotle typu Garbe, ve kterých byl spalován uhelný prach a kal, vyráběly páru až 270–320 °C teplou a tlaku 12 atm. Komín byl vysoký 75 m, horní průměr činil 2000 mm.

#### Větrání dolu
Původní větrání bylo primitivní, používaly se větračky s větrníkem na ruční pohon. V roce 1898 byl instalován ventilátor s parním pohonem. Od 2. prosince 1920 do 11. dubna 1922 byla prohlubována větrní jáma do hloubky 456 m. Byly zde nainstalovány větrníky soustavy Guibal-Geissler. Hlavní větrník z roku 1897 včetně parního stroje byl vyrobený Královopolskou strojírnou Lederer & Porges, Brno, výkon ventilátoru 50 m³/s. Záložní větrník byl vyroben v roce 1900 Vítkovickými železárnami a měl také výkon 50 m³/s.
V roce 1967 byla dosavadní těžní jáma Jeremenko 1 přebudována na jámu výdušnou. Na větrní jámu Jeremenko 2 byl po ukončení provozu dolu Jindřich v Moravské Ostravě přemístěn elektrický těžní stroj Siemens-Suckert s unikátním systémem brzd.

#### Čerpání důlní vody
V roce 1929 byla důlní voda čerpána z druhého patra (305 m) a 4. patra (447 m) na povrch. Na druhém patře bylo záložní vzduchové pístové čerpadlo z roku 1922 vyrobené Všeobecnou společností pro stavbu čerpadel, Krnov, s výkonem 150 l/minutu. Na 4. patře bylo instalováno elektrické 14stupňové čerpadlo z roku 1925 vyrobené firmou Brno-Královopolská strojírna, Brno, s výkonem 1500 l/minutu, výkon motoru 300 HP.
V současné době jámy č. 1 a 2 jsou součástí systému čerpání důlních vod z utlumené části ODP. V jámě č. 1 v hloubce –370 m jsou instalována tři čerpadla (původně 4), která vytlačují důlní vodu do výše 651 m. Čerpadla typu UPZ 180–440/10 byla vyrobena firmou KSB, Homburk (Saar), jsou vysoká 8 m, jejich hmotnost činí 16 tun, výkon 175 l/s do výšky 670 m. Elektromotor o příkonu 1600 kW je ve spodní části čerpadla a je chlazen nasávanou důlní vodou. V roce 2008 byla provedena první generální oprava jednoho čerpadla ve výrobním závodě, přičemž dodavatel zvýšil počet provozních hodin z 20 000 na 30 000 u ostatních čerpadel do první generální opravy. V roce 2005 bylo vyčerpáno na 4,38 milionu m³ důlní vody.

#### Těžba uhlí
V roce 1896, kdy je evidována první těžba uhlí, bylo vytěženo 42 585 tun uhlí. V roce 1929 byly dobývány sloje piliřováním nebo směrným stěnováním o mocnosti 45 až 160 cm, v úklonu 8° až 15°. Po druhé světové válce byly sloje dobývány směrným stěnováním na řízený zával bez základky. V době 1942–1944 byla vykazována roční těžba 530 000 tun uhlí.
Těžba probíhala v údobí 1896–1992 a bylo vytěženo 28,540 milionu tun uhlí. Dobývaly se jaklovecké a hrušovské sloje ostravského souvrství. Důl měl rozlohu 290 ha, 8 pater, tři jámy a největší hloubka, odkud se dobývalo uhlí, byla 1200 m.

## Údaje o dole Maršál Jeremenko
dle
| Název                 | Druh jámy     | Založení | Hloubka / průměr jámy [m] | Likvidace jámy | Těžba     | Vytěženo [t]                                       | Dobývací pole [ha] | Počet pater | Poznámka   |
| --------------------- | ------------- | -------- | ------------------------- | -------------- | --------- | -------------------------------------------------- | ------------------ | ----------- | ---------- |
| Louis 1 / Jeremenko 1 | těžní, větrní | 1892     | 819,0 / 5                 |                | 1896–1967 | v 19. stol. 134–382 tis. v 20. stol. 114–538 tisíc | 290                | 8           | vodní jáma |
| Louis 2 / Jeremenko 2 | výdušná       | 1891     | 590,4 / 4                 | 1996           | —         | v 19. stol. 134–382 tis. v 20. stol. 114–538 tisíc | 290                | 8           | zasypaná   |
| Louis 3 / Jeremenko 3 | těžní, vtažná | 1943     | 1062 / 7,5                |                | 1964–1992 | v 19. stol. 134–382 tis. v 20. stol. 114–538 tisíc | 290                | 8           | vodní jáma |

## Ubytování

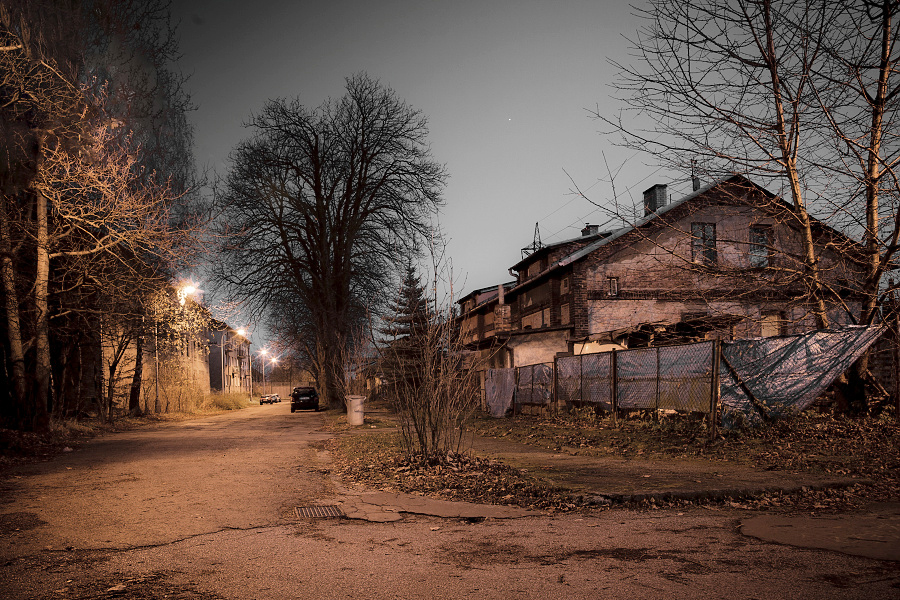
Kolonie Jeremenko v roce 2010.

Pro havíře dolu Louis byly postaveny dvě kolonie. V roce 1895 začala se stavět Havířská osada (Stará Louisova kolonie, německy Louisschacht-Colonie, Osada Jeremenko) tvořilo ji 12 obytných čtyřrodinných domů a jedna kasárna. Ke každému bytu patřil chlév, kůlna a suchý záchod. V roce 1906 byly budována Nová Louisova kolonie (Kolonie jámy Louisovy, Kolonie Jeremenko), kterou tvořilo 20 domů, v domě č. 14 byla závodní mateřská škola a byt školnice. V roce 1943 bylo postaveno 12 identických dvojdomků. Třetí etapa výstavby byla v roce 1953 kdy byly postaveno 37 dvojdomků tzv. finských domků. Poslední výstavba proběhla v roce 1956 byla tzv. panelová výstavba 42 domů. V blízkosti Nové Louisovy kolonie, ulice Místecká, se nacházelo 7 domů závodního starobince (2 domy postavily VKD v letech 1911–1914 a 5 domů Vítkovické železárny) a naproti kolonie byly dvě budovy kasáren pro havíře (VKD) a hutníky (VŽ). VKD postavily kasárna v roce 1922. V letech 1965–1966 značná část kolonie byla zbourána z důvodu výstavby dopravní křižovatky na Místecké ulici. Další demolice devíti domů probíhaly do roku 1977.

## Zajímavosti
- V roce 1906 zavedeny nátřasné žlaby jako první v OKR.[29]
- V roce 1952 se při těžbě našel ve sloji Osmana, v hloubce přibližně 600 metrů, zkamenělý kmen stromu o délce 2,5 metru a průměru 30 cm. Tento unikátní nález byl věnován po roce 1991, v rámci oslav stého výročí vzniku dolu, do sbírek minerálů Vysoké školy báňské – Technické univerzity Ostrava.[30]
- Aktu přejmenování 30. dubna 1970 se osobně zúčastnil maršál Andrej Ivanovič Jeremenko (1892–1970) se svou manželkou.
- V jámě Jeremenko jsou dvě tepelná čerpadla, instalovaná v roce 2005 (ohřev teplé vody) a v roce 2006 (vytápění administrativní budovy). Zdroj energie je důlní voda o teplotě 26–29 °C, která je čerpaná na povrch. Celkový výkon instalací je 91 kW.[31] Tepelné čerpadlo je švédské firmy IVT Greenline.[32]
- V červenci 2015 byla uvedena do provozu přečerpávací elektrárna o výkonu 650 kW. Výzkumný projekt elektrárny je dílem firmy FITE ve spolupráci s firmami Reacont, Sigma a Vysokou školou báňskou – Technickou univerzitou Ostrava.[33][34]